# Jimena Laguna Contreras
Jimena Laguna Contreras (geboren am 8. Dezember 2000 in Pozuelo de Calatrava) ist eine spanische Handballspielerin, die auf der Spielposition Rückraum und auf Linksaußen eingesetzt wird.

## Vereinskarriere
Laguna begann mit dem Handballspielen bei Soliss Balonmano Pozuelo, mit dem sie in der División Honor Plata aktiv war. Im Jahr 2020 war sie mit Rincon Fertilidad Malaga in der Liga Guerreras Iberdrola und der Copa de la Reina aktiv. Im selben Jahr wechselte sie zu Caja Rural Aula Valladolid.
In der Spielzeit 2022/2023 der División de Honor war Laguna mit 116 Toren die drittbeste Werferin der ersten Phase der Meisterschaft.
Nach der Spielzeit 2024/2025 wechselt Laguna zu atticgo Balonmano Elche.
Bei BM Playa Ciudad Real spielt sie Beachhandball.

## Auswahlmannschaften
Sie stand im Aufgebot der spanischen Jugendnationalmannschaft. Am 7. Juli 2017 bestritt sie mit dieser Auswahl ihr erstes Länderspiel, sie nahm mit dem Team an der U-17-Europameisterschaft 2017 teil. Bis November 2017 stand sie für die Jugendauswahl in 14 Spielen im Aufgebot und warf darin 31 Tore.
Mit der spanischen Beachhandball-Nationalmannschaft bestritt Laguna von Juni 2021 bis Juli 2023 insgesamt 48 Spiele und warf dabei 480 Tore. Zuvor stand sie im Jahr 2018 schon im Aufgebot der Jugendauswahl Spaniens im Beachhandball. Im Juni 2022 gewann sie mit dem spanischen Team bei der Beachhandball-Weltmeisterschaft 2022 die Silbermedaille für den zweiten Platz. Ein Jahr später gewann sie mit der spanischen Auswahl eine weitere Silbermedaille bei den Europaspielen.

## Privates
Jimena Laguna studiert an der Universität Kastilien-La Mancha in Ciudad Real auf Lehramt (Stand: Mai 2023).

## Auszeichnungen
Sie wurde im Jahr 2017 als beste Spielerin (Jugend) der Region Kastilien-La Mancha ausgezeichnet.